# Bộ Tài chính (Lào)
Bộ Tài chính là một bộ của chính phủ Lào chịu trách nhiệm về tài chính công theo quy định, chủ trương và chính sách của Đảng Nhân dân Cách mạng Lào.

## Danh sách người từng giữ chức vụ

### Vương quốc Lào
- Outhong Souvannavong, 1947-1948[2]
- Leuam Insisiengmay, 1948[2]
- Phao Panya, 1948-1951[2]
- Katay Don Sasorith, 1951-1954[2]
- Leuam Insisiengmay, 1954-1958[2][3]
- Leuam Rajasombath, 1958-1959[2]
- Leuam Insisiengmay, 1959[2]
- Somsanith Vongkotrattana, 1959-1960[2]
- Leuam Rajasombath, 1960[2]
- Inpeng Sourignatay, 1960[2]
- Khamking Souvanlasy, 1960[2]
- Inpeng Souriyathay, 1960[2]
- Phouangphet Phanareth, 1960-1962[2]
- Phoumi Nosavan, 1962-1965[2][3]
- Sisouk na Champassak, 1965-1974[2]
- Ngon Sananikone, 1974-1975[3][4]
- Leuam Rajasombath, 1975[5]

### CHDCND Lào
- Nouhak Phoumsavan, 1975-1983[3][6]
- Yao Phonvantha, 1983-1989[6]
- Sali Vongkhamsao, 1989-1991[6]
- Khamphoui Keoboualapha, 1991[3]
- Khamsai Souphanouvong, 1991-1995[3]
- Saysomphone Phomvihane, 1995-1998[7][8]
- Khamphoui Keoboualapha, 1998-1999[3]
- Boungnang Vorachith, 1999-2001
- Soukanh Mahalath, 2001-2003
- Chansy Phosikham, 2003-2007[3]
- Somdy Douangdy, 2007-2011[9][10]
- Phouphet Khamphounvong, 2011-2014[11]
- Lien Thikeo, 2014-2016[12][13]
- Somdy Douangdy, 2016- [14][15]